# GSフォーマット
GSフォーマット（ジーエスフォーマット）は、ローランド社のMIDIの独自規格である。

## 概要
GSフォーマットはMIDIの統一規格であるGMをローランド株式会社が独自に拡張したものと一般的に言われるが、実際にはGMよりも先にリリースされている。
日本のMIDI規格協議会（JMSC、現在の社団法人音楽電子事業協会（AMEI））と MIDI Manufacturers Association（MMA）によってGSの他社と共有できる部分を抜粋して制定した規格がGMである。なお、「GS」の由来は公式には発表されていない(Roland 50周年記念サイトにおいて、90年代の91年の項目にはSC-55が紹介されており、そこには、GMであるGeneral MIDIと共に「 General Standard MIDI（GS） 」という表記が見られる)。

## GS対応音源の変遷

### SCシリーズ
最初のGS対応音源は、1991年にローランド社が発売したMIDI音源SC-55である。PCM音源による317種類の音色、16チャンネル（同時使用可能な音色数のこと。またこのうち最大2つをドラム音色に設定可能）、最大同時発音数24音というスペックと、69,800円という安価な価格は、当時としては画期的なものであった。
またそれ以前にローランドから発売されていたDTM用音源のCM-64、MT-32と互換性があったことも手伝い、爆発的な人気を博した。SC-55で再生できることは、GS規格に準拠することと同義となり、この後GSは、ローランド社独自の規格であるにもかかわらず、汎用のGMを押しのけ、DTM用音源の規格としてスタンダードなものとなった。ライバル企業であるヤマハですら、自社の製品に隠しモード（TG300-Bモード）で互換性を持たせたほどである。さらに後のMU2000/1000 Extended EditionではGSに正式対応した。
SC-55mkIIは、SC-55にシリアルポートをつけ、最大同時発音数の増加（24→28）及び音色種類の増加（317→354）を行い、GMに正式対応させた音源である。GS、GMの事実上の標準音源として普及した。
SC-88は、パート数を32チャンネルに拡張し、最大同時発音数を64に増加させた音源である。SC-88から、音色数拡張のためにSC-88 Mapが導入された。SC-88VLはSC-88の廉価版である。
その後、パートごとに音色を変化できるインサーションエフェクトを備え、1,000以上の音色を内蔵したSC-88Pro、最大同時発音数を128にしUSBにも対応したSC-8850と、時代の流れに沿って上位機種が発表されることになる。

### SDシリーズ
2001年に、ローランドはSCシリーズの後継としてSD-90を発売した。ローランド・XVシリーズと同系列の音源エンジンを搭載し、オーディオ機能を強化したモデルである。また、GM2、GSに加え、ローランドとヤマハの相互協力によってXGliteに正式対応している。
SCシリーズは従来機種との互換性を維持しながら発展を続けてきたが、SDシリーズでは大幅に仕様が変更され、GSについては最低限の互換性（SC-55mkIIと同等レベル）が残されるのみとなっている。SC-88以降のSCシリーズで拡張された音色や機能を使用したMIDIデータは、SDシリーズでは正しく再生できない。

### 現在
2009年現在、GSに対応している音楽制作向け製品の現行モデルは2003年に発売されたSD-20のみである。しかし、従来機種で制作されたGSデータ再生の需要は未だに根強く、現在においてもGSデータ再生に対応した電子ピアノやキーボードなどがローランドおよびヤマハから継続的にリリースされている。
Windows標準のソフトウェア・シンセサイザー「Microsoft GS Wavetable SW Synth」は、ほぼGS互換でSC-33相当だと言われている。また、SW Synthよりも音質の評価の高いAppleの「QuickTime」の内蔵音源もGSフォーマットに対応しており、どちらの音源もローランドよりライセンス供与されている。
2015年にソフトウェア・シンセサイザーとしてSound Canvas for iOSとSound Canvas VAが相次いで発売されており、少なくともSC-8820までのデータは再現可能となった。

## 主なGS対応製品
音源モジュール
- SC-55
- SC-55mkII
- SC-33
- SC-50（国内未発売 SC-33相当 SC-55のパネルにあるMIDI-IN端子が省かれている）
- SD-35（SC-55+SB-55のようなプレイヤー。後のSDシリーズとは別物）
- SC-155
- SC-55ST
- SC-55ST-WH
- SC-55K
- CM-300
- CM-500
- SC-88
- SC-88VL
- SC-88ST
- SC-88Pro
- SC-88STPro
- SC-880（国内未発売 SC-88Pro相当 プリセットパッチというパフォーマンスモードがある）
- SC-8850
- SC-8820
- SC-D70
- SD-90（XG liteにも対応・GSモードはSC-55mkII相当）
- SD-80（同上）
- SD-20（同上）
- SD-50（GSモードはSC-55mkII相当）
- M-GS64（SC-88相当）
- XVシリーズ
- INTEGRA-7
- YAMAHA MU2000 Extended Edition（無印版もファームウェアの書き換えで同等品にアップグレード可）
- YAMAHA MU1000 Extended Edition（同上、但し製品としての発売は無かった）
- MIDIMAN MIDI GMan（正式対応ではなかった模様）

ソフトウェア・シンセサイザー
- VSC
- Microsoft GS Wavetable SW Synth
- QuickTime
- Sound Canvas for iOS
- Sound Canvas VA

キーボード
- SK-50
- JV-30
- JV-35
- JV-50
- XP-10
- SK-88Pro
- SK-500
- Eシリーズ - 自動伴奏機能付インテリジェント・シンセサイザー（スピーカー内蔵）
- Gシリーズ G-600（SC-88相当＋α）/G-800（SC-88相当＋α）/G-1000(国内未発売 SC-88Pro相当) - アレンジャーキーボード
- VAシリーズ VA-3/VA-5/VA-7/VA-76(これらは国内未発売だったG-1000の上位機種であり、SC-8850を継承した上で8850MAPに音色が追加されているので後継機とも見れる) - V-Arranger（スピーカー内蔵）
- BK-3(2025年現在でSC-8850の流れを持つ機種。8850の完全網羅ではないが包括している。XGlite対応でプリセットにはXGliteの音色まである) - 学校向けバッキングキーボード

PCカード
- SCP-55

シーケンサー
- SD-35
- PMA-5
- MC-80EX
- MT-32を除くMTシリーズ（MT-90UはXG liteにも対応）
- RA-800（G-800のデスクトップ版）

携帯電話
- ツーカー TK11
- ツーカー TK21

その他
- VE-GS1（JVシリーズキーボード用オプション）
- VE-GSPro（A-90/A-70/MC-80用オプション）
- ミュージック・タイマー FG-1000（チャイム）
- ローランド・ピアノ・デジタル
- V-Piano（SMF/MIDI再生時のみ対応）
- V-Piano Grand（同上）
- YAMAHA MDP5（MIDIデータプレーヤー・XGにも対応）
- YAMAHA クラビノーバの一部機種
- YAMAHA エレクトーン ELS-01/01C/01X・ELB-01
- YAMAHA D-DECK DDK-7
- Qvision MIDI Ster（汎用GS音源ドーターボード）